# Liste der National Historic Landmarks in Louisiana
Diese vollständige Liste der National Historic Landmarks in Louisiana führt alle Objekte und Stätten im US-amerikanischen Bundesstaat Louisiana auf, die in diesem Bundesstaat als National Historic Landmark (NHL) eingestuft sind und unter der Aufsicht des National Park Service stehen. Diese Bauwerke, Distrikte, Objekte und andere Stätten entsprechen bestimmten Kriterien hinsichtlich ihrer nationalen Bedeutung. Diese Liste führt die Objekte nach den amtlichen Bezeichnungen im National Register of Historic Places.

## Unterscheidung zum National Register of Historic Places
Alle NHLs werden automatisch in das National Register of Historic Places (NRHP) aufgenommen, eine Liste historischer Bauten, die der National Park Service deklaratorisch als Denkmal anerkennt. Der wesentliche Unterschied zwischen einer NHL und einem allgemeinen NRHP-Eintrag liegt in der landesweiten Bedeutung, die NHLs haben, während die meisten anderen Einträge nur von örtlichem oder bundesstaatlichem Interesse sind.

## Legende
| NHL  | National Historic Landmark          |
| NHLD | National Historic Landmark District |

## Derzeitige NHLs in Louisiana
|    | Name der Stätte                          | Bild                                           | Jahr  | Ort                                               | Parish               | Beschreibung |
| -- | ---------------------------------------- | ---------------------------------------------- | ----- | ------------------------------------------------- | -------------------- | --- |
| 1  | Acadian House                            | Acadian House                                  | 1974  | St. Martinville 30° 8′ 11,1″ N, 91° 49′ 30″ W     | St. Martin           | 1765 errichtetes Akadierhaus |
| 2  | The Cabildo                              | The Cabildo in New Orleans                     | 1960  | New Orleans 29° 57′ 26,8″ N, 90° 3′ 49,8″ W       | Orleans              | Von 1795 bis 1799 als Stadtverwaltungsgebäude errichtet; heute Museum |
| 3  | George Washington Cable House            |                                                | 1962  | New Orleans 29° 55′ 35,1″ N, 90° 5′ 12,6″ W       | Orleans              | 1874 errichtetes Wohnhaus des Schriftstellers George Washington Cable |
| 4  | Kate Chopin House                        |                                                | 1993  | Cloutierville 31° 32′ 20″ N, 92° 55′ 1,5″ W       | Natchitoches         | Wohnhaus der Schriftstellerin Kate Chopin |
| 5  | The Courthouse and Lawyers' Row          | 1936 HABS photo                                | 1974  | Clinton 30° 52′ 0″ N, 91° 4′ 7″ W                 | East Feliciana       | 1840 im Stil des Greek Revival errichtetes Justiz- und Verwaltungsgebäude sowie fünf anliegende Bürogebäude                                                                                                 |
| 6  | DELUGE (Löschboot)                       |                                                | 1989  | New Orleans 29° 57′ 14,8″ N, 90° 3′ 17,5″ W       | Orleans              | Die DELUGE, ein 1923 gebautes Feuerlöschboot, wurde bis zu seiner Außerdienststellung im Hafen New Orleans eingesetzt.                                                                                      |
| 7  | James H. Dillard Home                    |                                                | 1974  | New Orleans 29° 56′ 9,9″ N, 90° 7′ 35,8″ W        | Orleans              | 1884 errichtetes Wohnhaus des Lehrers James Hardy Dillard |
| 8  | Evergreen Plantation                     |                                                | 1992  | Wallace 30° 1′ 38″ N, 90° 38′ 26″ W               | St. John the Baptist | 1790 errichtetes und 1832 im Stil des Greek Revival umgebautes Herrenhaus |
| 9  | Fort De La Boulaye                       |                                                | 1960  | Phoenix 29° 38′ 57″ N, 89° 56′ 40″ W              | Plaquemines          | Stelle, an der ein im Jahr 1700 errichtetes französisches Fort stand, das 1707 von Indianern zerstört wurde                                                                                                 |
| 10 | Fort Jackson                             | Fort Jackson, Drawn in 1817                    | 1960  | Triumph 29° 21′ 28″ N, 89° 27′ 18″ W              | Plaquemines          | Zwischen 1822 und 1832 errichtetes Fort, das 1862 im Sezessionskrieg in der Schlacht von Fort Jackson von den Unionstruppen erobert wurde                                                                   |
| 11 | Fort Jesup                               |                                                | 1961  | Many 31° 36′ 41″ N, 93° 24′ 3″ W                  | Sabine               | Fort Jesup wurde 1822 als Grenzbefestigung zum damals mexikanischen Texas errichtet. Der spätere Präsident Zachary Taylor befehligte diesen Posten bis zum Ausbruch des Mexikanisch-Amerikanischen Krieges. |
| 12 | Fort St. Philip                          |                                                | 1960} | Triumph 29° 21′ 50″ N, 89° 27′ 46″ W              | Plaquemines          | Stelle, an der das frühere Fort St. Philip stand |
| 13 | Gallier Hall                             |                                                | 1974  | New Orleans 29° 56′ 55,9″ N, 90° 4′ 15″ W         | Orleans              | 1846 im Stil des Greek Revival von dem Architekten James Gallier, Sr. errichtetes früheres Rathaus der Stadt                                                                                                |
| 14 | Gallier House                            |                                                | 1974  | New Orleans 29° 57′ 41,2″ N, 90° 3′ 41,7″ W       | Orleans              | 1857 errichtetes Wohnhaus des Architekten James Gallier, Jr. |
| 15 | Garden District                          |                                                | 1974  | New Orleans 29° 55′ 40″ N, 90° 5′ 5″ W            | Orleans              | Zwischen 1832 und 1900 errichtetes Stadtviertel |
| 16 | Mayor Girod House                        |                                                | 1970  | New Orleans 29° 57′ 21,2″ N, 90° 3′ 54,6″ W       | Orleans              | 1794 errichtetes und 1814 erweitertes Wohnhaus des früheren Bürgermeisters Nicolas Girod |
| 17 | Hermann-Grima House                      |                                                | 1974  | New Orleans 29° 57′ 26,3″ N, 90° 4′ 2,9″ W        | Orleans              | |
| 18 | Homeplace Plantation House               | 1940 HABS photo                                | 1970  | Hahnville 29° 58′ 15,8″ N, 90° 24′ 27,3″ W        | St. Charles          | |
| 19 | Jackson Square                           |                                                | 1960  | New Orleans 29° 57′ 20,3″ N, 90° 3′ 47″ W         | Orleans              | Historischer Park im Stadtzentrum |
| 20 | USS Kidd (Zerstörer)                     |                                                | 1986  | Baton Rouge 30° 26′ 32,7″ N, 91° 11′ 30,2″ W      | East Baton Rouge     | 1943 gebauter Zerstörer der Fletcher-Klasse; seit 1982 Museumsschiff |
| 21 | Lafitte’s Blacksmith Shop                |                                                | 1970  | New Orleans 29° 57′ 38,1″ N, 90° 3′ 50″ W         | Orleans              | |
| 22 | Longue Vue                               |                                                | 2005  | New Orleans 29° 58′ 36,3″ N, 90° 7′ 23,1″ W       | Orleans              | |
| 23 | Los Adaes                                |                                                | 1986  | Robeline 31° 42′ 31″ N, 93° 17′ 36″ W             | Natchitoches         | Los Adaes war 1729–1770 Hauptstadt der Provinz Coahuila y Tejas an der nordöstlichen Grenze des Vizekönigreichs Neuspanien                                                                                  |
| 24 | Louisiana State Bank Building            | 1934 HABS photo                                | 1983  | New Orleans 29° 57′ 21,7″ N, 90° 3′ 59,3″ W       | Orleans              | 1820 errichtetes Bankgebäude |
| 25 | Louisiana State Capitol                  | Louisiana State Capitol                        | 1982  | Baton Rouge 30° 27′ 25″ N, 91° 11′ 15″ W          | East Baton Rouge     | 1928 im Art-déco-Stil errichtetes Parlamentsgebäude von Louisiana |
| 26 | Madame John’s Legacy                     |                                                | 1970  | New Orleans 29° 57′ 33,6″ N, 90° 3′ 46,4″ W       | Orleans              | |
| 27 | Madewood Plantation House                |                                                | 1983  | Napoleonville 29° 55′ 33″ N, 90° 59′ 39″ W        | Assumption           | |
| 28 | Magnolia Plantation                      | HABS photo                                     | 2001  | Derry 31° 32′ 59″ N, 92° 56′ 26″ W                | Natchitoches         | |
| 29 | Marksville Prehistoric Indian Site       | Burial Mound                                   | 1964  | Marksville 31° 7′ 29″ N, 92° 2′ 52″ W             | Avoyelles            | Archäologische Stätte mit Funden aus der Zeit der Hopewell-Kultur |
| 30 | Natchitoches Historic District           | HABS photo                                     | 1984  | Natchitoches 31° 45′ 15,6″ N, 93° 5′ 31,6″ W      | Natchitoches         | Nachtitoches war die erste ständige Siedlung im französischen Louisiana |
| 31 | New Orleans Cotton Exchange Building     |                                                | 1977  | New Orleans 29° 57′ 8,6″ N, 90° 4′ 15,6″ W        | Orleans              | |
| 32 | Oak Alley Plantation                     |                                                | 1974  | Vacherie 30° 0′ 15,4″ N, 90° 46′ 33,4″ W          | St. James            | |
| 33 | Oakland Plantation                       | HABS photo                                     | 2001  | Natchez 31° 39′ 54″ N, 93° 0′ 12″ W               | Natchitoches         | |
| 34 | Old Louisiana State Capitol              |                                                | 1973  | Baton Rouge 30° 26′ 42,1″ N, 91° 11′ 19″ W        | East Baton Rouge     | 1847 im neugotischen Stil gebautes früheres Parlamentsgebäude von Louisiana |
| 35 | Parlange Plantation House                | 1936 HABS photo                                | 1974  | Mix 30° 37′ 49″ N, 91° 29′ 10″ W                  | Pointe Coupee        | |
| 36 | Pontalba Buildings                       |                                                | 1974  | New Orleans 29° 57′ 27,3″ N, 90° 3′ 43,7″ W       | Orleans              | |
| 37 | Port Hudson State Historic Site          |                                                | 1974  | Port Hudson 30° 40′ 56″ N, 91° 17′ 5″ W           | East Feliciana       | Während des Amerikanischen Bürgerkriegs fand hier unter dem Kommando von General Nathaniel Prentiss Banks die Belagerung von Port Hudson statt, die vom 23. Mai bis zum 9. Juli 1863 dauerte.               |
| 38 | Poverty Point                            |                                                | 1970  | südlich von Delhi 32° 38′ 12″ N, 91° 24′ 41″ W    | West Carroll         | |
| 39 | The Presbytere                           | The Presbytère, vom Jackson Square aus gesehen | 1970  | New Orleans 29° 57′ 28,2″ N, 90° 3′ 48,4″ W       | New Orleans          | Am Jackson Square gelegenes Gebäude |
| 40 | Rosedown                                 | 1934 HABS photo                                | 2005  | St. Francisville 30° 47′ 45,7″ N, 91° 22′ 15,4″ W | West Feliciana       | |
| 41 | Saint Alphonsus Church                   |                                                | 1996  | New Orleans 29° 55′ 50″ N, 90° 4′ 25″ W           | Orleans              | 1855 errichtete katholische Kirche irischer Einwanderer |
| 42 | St. Mary’s Assumption Church             |                                                | 1974  | New Orleans 29° 55′ 47,6″ N, 90° 4′ 27,5″ W       | Orleans              | 1860 errichtete katholische Kirche deutscher Einwanderer |
| 43 | St. Patrick’s Church                     |                                                | 1970  | New Orleans 29° 56′ 47,9″ N, 90° 4′ 12,5″ W       | Orleans              | 1837 im neugotischen Stil errichtete katholische Kirche irischer Einwanderer |
| 44 | San Francisco Plantation House           |                                                | 1970  | Reserve 30° 2′ 51,1″ N, 90° 36′ 20″ W             | St. John the Baptist | |
| 45 | Shadows-on-the-Teche                     | 1938 HABS photo                                | 1970  | New Iberia 30° 0′ 9,1″ N, 91° 48′ 54″ W           | Iberia               | 1831–1834 errichtetes Herrenhaus |
| 46 | Shreveport Municipal Memorial Auditorium |                                                | 2008  | Shreveport 32° 30′ 28″ N, 93° 45′ 10″ W           | Caddo                | |
| 47 | Shreveport Waterworks Pumping Station    | 1980 HABS photo                                | 1982  | Shreveport 32° 30′ 56,5″ N, 93° 45′ 25,2″ W       | Caddo                | Technisches Denkmal |
| 48 | United States Customhouse (New Orleans)  |                                                | 1974  | New Orleans 29° 57′ 5,1″ N, 90° 3′ 58,5″ W        | Orleans              | |
| 49 | United States Mint, New Orleans Branch   |                                                | 1975  | New Orleans 29° 57′ 41,2″ N, 90° 3′ 26,2″ W       | Orleans              | von 1838 bis 1861 und 1879 bis 1909 unterhaltene Außenstelle der United States Mint; heute Museum |
| 50 | Old Ursuline Convent                     |                                                | 1960  | New Orleans 29° 57′ 38,7″ N, 90° 3′ 38,9″ W       | Orleans              | Von 1745 bis 1752 errichtetes Ursulinenkloster |
| 51 | Vieux Carre Historic District            | Upper Chartres Street                          | 1965  | New Orleans 29° 57′ 31″ N, 90° 3′ 54″ W           | Orleans              | Das French Quarter, der älteste Stadtteil von New Orleans |
| 52 | Edward Douglass White House              | Edward Douglass White House                    | 1976  | Thibodaux 29° 45′ 14,5″ N, 90° 43′ 45,5″ W        | Lafourche            | Wohnhaus von Edward Douglass White (1845–1921), von 1910 bis 1921 Richter am Obersten Gerichtshof der USA                                                                                                   |
| 53 | Yucca Plantation                         | HABS photo                                     | 1974  | Melrose 31° 5′ 15,8″ N, 92° 58′ 3,2″ W            | Natchitoches         | 1832 von und für freie und freigelassene Schwarze errichtete Plantage, |

## Frühere NHLs in Louisiana
|   | Name der Stätte         | Bild                              | Jahr | Ort                                         | Parish  | Beschreibung |
| - | ----------------------- | --------------------------------- | ---- | ------------------------------------------- | ------- | --- |
| 1 | DELTA QUEEN (Dampfboot) | Delta Queen in Memphis, Tennessee | 1989 | New Orleans 35° 3′ 35,6″ N, 85° 18′ 31″ W   | Orleans | 1925 in Stockton, Kalifornien gebauter Raddampfer; Liegt heute in Chattanooga, Tennessee und wird als Hotel genutzt |
| 2 | USS Cabot (CVL-28)      |                                   | 1990 | New Orleans 29° 55′ 15,6″ N, 90° 4′ 12,1″ W | Orleans | 1943 gebauter Flugzeugträger der Independence-Klasse; nachdem ds Schiff zuerst im Zweiten Weltkrieg eingesetzt war, war es von 1967 bis 1989 als Dédalo in spanischen Diensten. 1990 wurde es von einer in New Orleans ansässigen Stiftung für die Gründung eines Museums gekauft, das aus Finanzmangel aber scheiterte. 2001 wurde das Schiff aus dem Register gestrichen und verschrottet. |